# Frente Cívico de Córdoba
El Frente Cívico de Córdoba es un partido político de centroderecha fundado en 2003 en Argentina. Su principal figura es el abogado Luis Juez, quien fue intendente de Córdoba y candidato a gobernador. Hasta el año 2012 se llamaba Partido Nuevo contra la Corrupción, por la Honestidad y la Transparencia.

## Historia
Fue fundado en 2003 bajo el nombre de Partido Nuevo contra la Corrupción, por la Honestidad y la Transparencia, por un grupo políticamente heterogéneo. Había algunos miembros que dejaron el Partido Justicialista, algunos otros de la Unión Cívica Radical, aunque la mayoría eran independientes, personas conocidas pero sin trayectoria política. Algunas figuras que se incorporaron al partido fueron Daniel Giacomino (director del Laboratorio de Hemoderivados de la Universidad) quien fuera primero viceintendente, luego intendente de la ciudad de Córdoba y hoy Diputado Nacional, Raúl Merino (exgerente de la Volkswagen Córdoba), además del Legislador Raúl Castellano, también Presidente de la FECAC (Fed de Expendedores de Combustibles).
El partido terminó de constituirse jurídicamente en agosto de 2003. Luis Juez se presentó a las elecciones de intendente de octubre de 2003, como candidato del Frente Nuevo, coalición formada por el Partido Nuevo, el Frente Grande, Cambio Córdoba y el vecinalismo, resultando electo con amplia ventaja (más de 30 puntos porcentuales) respecto del segundo candidato Alfredo Keegan, del justicialismo y aliado de De la Sota.
El resultado en la Capital le permitió al Frente Nuevo tener 21 de las 31 bancas en el Concejo Deliberante de Córdoba, 16 bancas en la legislatura provincial, tres escaños en la Cámara de Diputados de la Nación y un senador Nacional, constituyéndose en la segunda fuerza política de la provincia de Córdoba.
A mediados del 2011 arman junto al Partido Gen, Partido Socialista, Unidad Popular y el Libres del Sur el Frente Amplio Progresista que en las elecciones presidenciales de 2011 obtuvo el segundo lugar con cerca del 17% de los votos, superando al radical Ricardo Alfonsín que obtuvo el 11 %, totalizando 3 700 000 votos en todo el país, convirtiéndose así en la principal fuerza opositora al Frente Para la Victoria.
Para las elecciones de gobernador de 2015, el Frente Cívico conforma la alianza Juntos por Córdoba con la Unión Cívica Radical y Propuesta Republicana. Sin embargo, pocos días antes de las elecciones, Juez rompe la alianza y se presenta como candidato a intendente junto a Olga Riutort, en un frente denominado Fuerza de la Gente.

## Fórmulas
Elecciones Presidenciales
|  | 16.81 % |

|  | 51.34 % |

|  | 40.28 % |

Elecciones a Gobernador de Córdoba
|  | 36.04 % |

|  | 29.58 % |

|  | 33.74 % |

|  | 18.85 % |

Elecciones a Intendente de Córdoba
|  | 55.39 % |

|  | 42.50 % |

|  | 7.77 % |

|  | 15.85 % |

|  | 19.90 % |

## Representantes

### Parlamentarios del Mercosur
2015-2019
- Humberto Antonio Benedetto
- Walter Nostrala

### Legisladores Nacionales
|  | 26,27 % |

|  | 28,50 % |

|  | 24,84 % |

|  | 28,06 % |

|  | 30,65 % |

|  | 20,33 % |

|  | 49,83 % |

|  | 50,23 % |

|  | 48,48 % |

|  | 51,32 % |

|  | 54,06 % |

|  | 54,09 % |

## Legisladores Provinciales

### Diputados provinciales
| Diputado                                | Provincia | Inicio | Final |
| --------------------------------------- | --------- | ------ | ----- |
| Carlos Roffé                            | Córdoba   | 2011   | 2015  |
| Edgar Clavijo                           | Córdoba   | 2011   | 2015  |
| Graciela Sánchez                        | Córdoba   | 2011   | 2015  |
| José Las Heras                          | Córdoba   | 2011   | 2015  |
| Julio Agosti                            | Córdoba   | 2011   | 2015  |
| Liliana Montero                         | Córdoba   | 2011   | 2015  |
| María del Boca                          | Córdoba   | 2011   | 2015  |
| María Leiva                             | Córdoba   | 2011   | 2015  |
| Marta Juárez                            | Córdoba   | 2011   | 2015  |
| Nancy Lizzul                            | Córdoba   | 2011   | 2015  |
| Ricardo Fonseca                         | Córdoba   | 2011   | 2015  |
| Roberto Birri (PS)                      | Córdoba   | 2011   | 2015  |
| Adolfo Edgar Somoza                     | Córdoba   | 2015   | 2019  |
| Daniel Juez                             | Córdoba   | 2015   | 2019  |
| Fernando José Pelloni                   | Córdoba   | 2015   | 2019  |
| Juan Pablo Quinteros                    | Córdoba   | 2015   | 2019  |
| Marcela Noemi Tinti                     | Córdoba   | 2015   | 2019  |
| Marina Mabel Serafín                    | Córdoba   | 2015   | 2019  |
| Walter Norberto Nostrala                | Córdoba   | 2023   |       |
| Daniel Alejandro Juez                   | Córdoba   | 2023   |       |
| Viviana Raquel Martoccia                | Córdoba   | 2023   |       |
| Nancy Edith Almada                      | Córdoba   | 2023   |       |
| Walter Oscar Gisper (dto.Punilla)       | Córdoba   | 2023   |       |
| Juan Pablo Peirone (dto.Tercero Arriba) | Córdoba   | 2023   |       |
| Carmen Gloria Pereyra                   | Córdoba   | 2023   |       |

### Concejales de la ciudad de Córdoba
| Concejales                | Inicio     | Final      | Bloque        | Interbloque          |
| ------------------------- | ---------- | ---------- | ------------- | -------------------- |
| Esteban Domina            | 10/12/2011 | 10/12/2015 | Frente Cívico |                      |
| Daniel Juez               | 10/12/2011 | 10/12/2015 | Frente Cívico |                      |
| Ricardo Aizpeolea         | 10/12/2019 | 10/12/2023 | Frente Cívico | Córdoba Cambia       |
| Armando Fernández         | 10/12/2019 | 10/12/2023 | Frente Cívico | Córdoba Cambia       |
| Martin Juez Corte         | 10/12/2023 |            | Frente Cívico | Juntos por el Cambio |
| Graciela Villata          | 10/12/2023 |            | Frente Cívico | Juntos por el Cambio |
| José María Romero Vázquez | 10/12/2023 |            | Frente Cívico | Juntos por el Cambio |